# Chazaliella
Genre
Chazaliella E. M. A. Petit & Verdc. est un genre de plantes de la famille des Rubiaceae.

## Liste d'espèces
Selon Catalogue of Life (12 février 2018) :
- Chazaliella abrupta (Hiern) E.M.A.Petit & Verdc.
- Chazaliella anacamptopus (K.Schum.) E.M.A.Petit & Verdc.
- Chazaliella coffeosperma (K.Schum.) Verdc.
- Chazaliella cupulicalyx Verdc.
- Chazaliella gossweileri (Cavaco) E.M.A.Petit & Verdc.
- Chazaliella insidens (Hiern) E.M.A.Petit & Verdc.
- Chazaliella letouzeyi Robbr.
- Chazaliella longistylis (Hiern) E.M.A.Petit & Verdc.
- Chazaliella lophoclada (Hiern) E.M.A.Petit & Verdc.
- Chazaliella macrocarpa Verdc.
- Chazaliella obanensis (Wernham) E.M.A.Petit & Verdc.
- Chazaliella obovoidea Verdc.
- Chazaliella oddonii (De Wild.) E.M.A.Petit & Verdc.
- Chazaliella parviflora (R.D.Good) Verdc.
- Chazaliella poggei (K.Schum.) E.M.A.Petit & Verdc.
- Chazaliella ramisulca Verdc.
- Chazaliella rotundifolia (R.D.Good) E.M.A.Petit & Verdc.
- Chazaliella sciadephora (Hiern) E.M.A.Petit & Verdc.
- Chazaliella viridicalyx (R.D.Good) Verdc.
- Chazaliella wildemaniana (T.Durand ex De Wild.) E.M.A.Petit & Verdc.

Selon NCBI (12 février 2018) :
- Chazaliella parviflora

Selon The Plant List (12 février 2018) :
- Chazaliella abrupta (Hiern) E.M.A.Petit & Verdc.
- Chazaliella anacamptopus (K.Schum.) E.M.A.Petit & Verdc.
- Chazaliella coffeosperma (K.Schum.) Verdc.
- Chazaliella cupulicalyx Verdc.
- Chazaliella gossweileri (Cavaco) E.M.A.Petit & Verdc.
- Chazaliella insidens (Hiern) E.M.A.Petit & Verdc.
- Chazaliella letouzeyi Robbr.
- Chazaliella longistylis (Hiern) E.M.A.Petit & Verdc.
- Chazaliella lophoclada (Hiern) E.M.A.Petit & Verdc.
- Chazaliella macrocarpa Verdc.
- Chazaliella obanensis (Wernham) E.M.A.Petit & Verdc.
- Chazaliella obovoidea Verdc.
- Chazaliella oddonii (De Wild.) E.M.A.Petit & Verdc.
- Chazaliella parviflora (R.D.Good) Verdc.
- Chazaliella poggei (K.Schum.) E.M.A.Petit & Verdc.
- Chazaliella ramisulca Verdc.
- Chazaliella rotundifolia (R.D.Good) E.M.A.Petit & Verdc.
- Chazaliella sciadephora (Hiern) E.M.A.Petit & Verdc.
- Chazaliella viridicalyx (R.D.Good) Verdc.
- Chazaliella wildemaniana (T.Durand ex De Wild.) E.M.A.Petit & Verdc.

Selon Tropicos (12 février 2018) (Attention liste brute contenant possiblement des synonymes) :
- Chazaliella abrupta (Hiern) E.M.A. Petit & Verdc.
- Chazaliella anacamptopus (K. Schum.) E.M.A. Petit & Verdc.
- Chazaliella coffeosperma (K. Schum.) Verdc.
- Chazaliella cupulicalyx Verdc.
- Chazaliella domatiicola (De Wild.) E.M.A. Petit & Verdc.
- Chazaliella gossweileri (Cavaco) E.M.A. Petit & Verdc.
- Chazaliella insidens (Hiern) E.M.A. Petit & Verdc.
- Chazaliella letouzeyi Robbr.
- Chazaliella longistylis (Hiern) E.M.A. Petit & Verdc.
- Chazaliella lophoclada (Hiern) E.M.A. Petit & Verdc.
- Chazaliella macrocarpa Verdc.
- Chazaliella obanensis (Wernham) E.M.A. Petit & Verdc.
- Chazaliella obovoidea Verdc.
- Chazaliella oddonii (De Wild.) E.M.A. Petit & Verdc.
- Chazaliella parviflora (R.D. Good) Verdc.
- Chazaliella pilosula (De Wild.) E.M.A. Petit & Verdc.
- Chazaliella poggei (K. Schum.) E.M.A. Petit & Verdc.
- Chazaliella ramisulca Verdc.
- Chazaliella rotundifolia (R.D. Good) E.M.A. Petit & Verdc.
- Chazaliella sciadephora (Hiern) E.M.A. Petit & Verdc.
- Chazaliella subcordatifolia (De Wild.) E.M.A. Petit & Verdc.
- Chazaliella viridicalyx (R.D. Good) Verdc.
- Chazaliella wildemaniana (T. Durand ex De Wild.) E.M.A. Petit & Verdc.